# Melosirales
Ordre
Les Melosirales sont un ordre d’algues de l'embranchement des Bacillariophyta (Diatomées), et de la classe des Coscinodiscophyceae.

## Liste des familles
Selon AlgaeBase (4 juillet 2022) :
- Hyalodiscaceae R.M.Crawford, 1990
- Melosiraceae Kützing, 1844
- Orthoseiraceae R.M.Crawford, 1990
- Praeparaliaceae Nikolaev & Harwood
- Pseudopodosiraceae (Sheshukova) Glezer
- Spinosiraceae T.F.Kozyrenko & I.V.Makarova, 1997

## Systématique
Le nom correct complet (avec auteur) de ce taxon est Melosirales R.M.Crawford, 1990.

## Publication originale
- Round, F.E., Crawford, R.M. & Mann, D.G. (1990). The diatoms biology and morphology of the genera.  pp. [i-ix], 1-747. Cambridge: Cambridge University Press.